# Cupanoscelis inermis
Cupanoscelis inermis är en skalbaggsart som beskrevs av Monné och Martins 1992. Cupanoscelis inermis ingår i släktet Cupanoscelis och familjen långhorningar. Inga underarter finns listade i Catalogue of Life.